# Rick Green
Richard Douglas "Rick" Green, född 20 februari 1956, är en kanadensisk före detta professionell ishockeyback som tillbringade 15 säsonger i den nordamerikanska ishockeyligan National Hockey League (NHL), där han spelade för ishockeyorganisationerna Washington Capitals, Montreal Canadiens, Detroit Red Wings och New York Islanders. Han producerade 263 poäng (43 mål och 220 assists) samt drog på sig 588 utvisningsminuter på 845 grundspelsmatcher. Green har även spelat för HC Merano i Serie A och London Knights i OHA-Jr. och Ontario Major Junior Hockey League (OMJHL).
Han draftades av Washington Capitals i första rundan i 1976 års draft som första spelare totalt. Green blev även draftad av Quebec Nordiques i World Hockey Associations draft 1976 som tionde spelaren totalt. 
Han vann Stanley Cup med Montreal Canadiens för säsongen 1985–1986.
Efter den aktiva spelarkarriären har Green varit assisterande tränare för New York Islanders (1992–1995), Los Angeles Kings (1995–1999) och Montreal Canadiens (2000–2006).

## Statistik
| 1972–1973      | London Knights      | OHA-Jr.        | 8   | 0  | 1   | 1   | 2   | —   | — | —  | —  | —  |
| 1973–1974      | London Knights      | OHA-Jr.        | 65  | 6  | 30  | 36  | 45  | —   | — | —  | —  | —  |
| 1974–1975      | London Knights      | OMJHL          | 65  | 8  | 45  | 53  | 68  | —   | — | —  | —  | —  |
| 1975–1976      | London Knights      | OMJHL          | 61  | 13 | 47  | 60  | 69  | 5   | 1 | 0  | 1  | 4  |
| 1976–1977      | Washington Capitals | NHL            | 45  | 3  | 12  | 15  | 16  | —   | — | —  | —  | —  |
| 1977–1978      | Washington Capitals | NHL            | 60  | 5  | 14  | 19  | 67  | —   | — | —  | —  | —  |
| 1978–1979      | Washington Capitals | NHL            | 71  | 8  | 33  | 41  | 62  | —   | — | —  | —  | —  |
| 1979–1980      | Washington Capitals | NHL            | 71  | 4  | 20  | 24  | 52  | —   | — | —  | —  | —  |
| 1980–1981      | Washington Capitals | NHL            | 65  | 8  | 23  | 31  | 91  | —   | — | —  | —  | —  |
| 1981–1982      | Washington Capitals | NHL            | 65  | 3  | 25  | 28  | 93  | —   | — | —  | —  | —  |
| 1982–1983      | Montreal Canadiens  | NHL            | 66  | 2  | 24  | 26  | 58  | 3   | 0 | 0  | 0  | 2  |
| 1983–1984      | Montreal Canadiens  | NHL            | 7   | 0  | 1   | 1   | 7   | 15  | 1 | 2  | 3  | 33 |
| 1984–1985      | Montreal Canadiens  | NHL            | 77  | 1  | 18  | 19  | 30  | 12  | 0 | 3  | 3  | 14 |
| 1985–1986      | Montreal Canadiens  | NHL            | 46  | 3  | 2   | 5   | 20  | 18  | 1 | 4  | 5  | 8  |
| 1986–1987      | Montreal Canadiens  | NHL            | 72  | 1  | 9   | 10  | 10  | 17  | 0 | 4  | 4  | 8  |
| 1987–1988      | Montreal Canadiens  | NHL            | 59  | 2  | 11  | 13  | 33  | 11  | 0 | 2  | 2  | 2  |
| 1988–1989      | Montreal Canadiens  | NHL            | 72  | 1  | 14  | 15  | 25  | 21  | 1 | 1  | 2  | 6  |
| 1989–1990      | HC Merano           | Serie A        | 9   | 2  | 6   | 8   | 2   | 10  | 3 | 6  | 9  | 4  |
| 1990–1991      | Detroit Red Wings   | NHL            | 65  | 2  | 14  | 16  | 24  | 3   | 0 | 0  | 0  | 0  |
| 1991–1992      | New York Islanders  | NHL            | 4   | 0  | 0   | 0   | 0   | —   | — | —  | —  | —  |
| NHL totalt     | NHL totalt          | NHL totalt     | 845 | 43 | 220 | 263 | 588 | 100 | 3 | 16 | 19 | 73 |
| OMJHL totalt   | OMJHL totalt        | OMJHL totalt   | 126 | 21 | 92  | 113 | 137 | 5   | 1 | 0  | 1  | 4  |
| OHA-Jr. totalt | OHA-Jr. totalt      | OHA-Jr. totalt | 73  | 6  | 31  | 37  | 47  | —   | — | —  | —  | —  |

### Internationellt
| Källa:        | Källa:        | Källa:        |         | Utv = Utvisningsminuter | Utv = Utvisningsminuter | Utv = Utvisningsminuter | Utv = Utvisningsminuter | Utv = Utvisningsminuter |
| År            | Lag           | Mästerskap    | Matcher | Mål                     | Assists                 | Poäng                   | Utv                     |                         |
| ------------- | ------------- | ------------- | ------- | ----------------------- | ----------------------- | ----------------------- | ----------------------- | ----------------------- |
| 1979          | Kanada        | VM            | 8       | 1                       | 1                       | 2                       | 2                       |                         |
| 1981          | Kanada        | VM            | 7       | 1                       | 3                       | 4                       | 2                       |                         |
| 1982          | Kanada        | VM            | 9       | 0                       | 3                       | 3                       | 2                       |                         |
| 1990          | Kanada        | VM            | 10      | 0                       | 0                       | 0                       | 2                       |                         |
| Senior totalt | Senior totalt | Senior totalt | 32      | 2                       | 7                       | 9                       | 8                       |                         |